# Lepidotrigla hime
Lepidotrigla hime är en fiskart som beskrevs av Kiyomatsu Matsubara och Yoshio Hiyama 1932. Lepidotrigla hime ingår i släktet Lepidotrigla och familjen knotfiskar. Inga underarter finns listade i Catalogue of Life.